# 西木津駅
西木津駅（にしきづえき）は、京都府木津川市相楽川ノ尻にある、西日本旅客鉄道（JR西日本）片町線（学研都市線）の駅である。
駅番号はJR-H19。

## 歴史
- 1952年（昭和27年）12月1日：日本国有鉄道片町線の木津駅 - 祝園駅間に新設開業[2]。
- 1987年（昭和62年）4月1日：国鉄分割民営化により、西日本旅客鉄道（JR西日本）の駅となる[2]。
- 1988年（昭和63年）3月13日：路線愛称の制定により、「学研都市線」の愛称を使用開始。
- 1989年（平成元年）3月11日：当駅を含む長尾駅 - 木津駅間電化に伴い、木津方面へ100mの現在地に移転し[3]、簡易駅舎を設置。
- 1999年（平成10年）3月1日：自動改札機を設置し、供用開始[4]。
- 2003年（平成15年）11月1日：ICカード「ICOCA」の利用が可能となる。
- 2010年（平成22年）3月13日：7両編成での運転を開始。これに伴いホームを7両編成対応に延長。
- 2018年（平成30年）3月17日：駅ナンバリングが導入され、使用を開始。

## 駅構造
京橋方面に向かって右側に単式ホーム1面1線を持つ地上駅。このため、木津方面行きと京橋方面行きの双方向が同一ホームに停車する。ホームの長さは4両分だったが、2010年（平成22年）3月13日のダイヤ改正で木津駅 - 京田辺駅間も7両編成の運転を行うため、ホームを延長。工事は早い段階で施工し、2009年（平成21年）7月時点でほぼ完成した。
ICOCA利用可能駅（相互利用可能ICカードはICOCAの項を参照）。無人駅（四条畷駅管理）で、逆U字型ゲート状の簡易駅舎がある。自動券売機および簡易式の自動改札機を設置している。
トイレはない。

## ダイヤ
毎時1本の快速・区間快速が発着。平日朝ラッシュ時は、毎時3本の快速が発着する。
停車する全ての電車は、半自動扱いとなっていたが、2023年6月1日からは停車時間が2分以上の列車のみドアを半自動扱いとしているため、当駅停車中はほとんどの列車が自動扱いとなっている。

## 利用状況
JR西日本の移動等円滑化取組報告書によれば、2023年度の1日当たりの利用者数は806人。「京都府統計書」によると、1日平均乗車人員は以下の通りである。学研都市線では最も少ない。
| 年度   | 一日平均 乗車人員 |
| ------ | ----------------- |
| 1999年 | 438               |
| 2000年 | 455               |
| 2001年 | 447               |
| 2002年 | 471               |
| 2003年 | 471               |
| 2004年 | 499               |
| 2005年 | 510               |
| 2006年 | 477               |
| 2007年 | 466               |
| 2008年 | 458               |
| 2009年 | 452               |
| 2010年 | 447               |
| 2011年 | 443               |
| 2012年 | 436               |
| 2013年 | 438               |
| 2014年 | 427               |
| 2015年 | 413               |
| 2016年 | 422               |
| 2017年 | 430               |
| 2018年 | 458               |
| 2019年 | 459               |
| 2020年 | 386               |
| 2021年 | 397               |
| 2022年 | 392               |

## 駅周辺
- 山城木津郵便局
- 木津川市立木津中学校
- 木津川市立相楽小学校
- 相楽神社
- 国道163号
- 京都府道751号
- 京都府道801号

### バス路線
下記の各路線が「木津中学校前」停留所を発着する（駅から約300メートル）。
奈良交通
- 74系統 木津駅行き 
  - 土曜に1便のみ運行。

きのつバス
- 木-1系統 梅谷〜高の原駅コース
- 木-2系統 鹿背山〜高の原駅コース
- 木-3系統 木津川台住宅〜高の原駅コース

## 隣の駅
西日本旅客鉄道（JR西日本）
 学研都市線（片町線）
■快速・■区間快速・■普通
木津駅 (JR-H18) - 西木津駅 (JR-H19) - 祝園駅 (JR-H20)